# Penn Zero – Teilzeitheld
Penn Zero – Teilzeitheld (orig. Penn Zero: Part-Time Hero) ist eine US-amerikanische Zeichentrickserie von Disney Television Animation. Die Serie wurde von Jared Bush und Sam Levine entwickelt. Die Serie wurde am 16. Oktober 2013 bestellt und war ursprünglich für Herbst 2014 geplant. Die erste Folge wurde als Preview am 5. Dezember 2014 gezeigt. Die reguläre Ausstrahlung erfolgte ab 13. Februar 2015 auf dem US-amerikanischen Sender Disney XD. Am 22. April 2015 wurde eine zweite Staffel für 2016 angekündigt. Das Serienfinale lief am 28. Juli 2017.

## Handlung
Penn Zero führt nach außen hin ein ganz normales Leben, doch der Schein trügt. Denn in Wirklichkeit hat Penn einen Teilzeitjob als Superheld.
Nach der Schule müssen Penn und sein Handlanger Sashi jeden Tag die Welt vor den übelsten Schurken retten.

## Figuren
| Hauptfigur      | Originalsprecher   | Deutscher Sprecher  |
| --------------- | ------------------ | ------------------- |
| Penn Zero       | Thomas Middleditch | Tim Schwarzmaier    |
| Sashi Kobayashi | Tania Gunadi       | Shandra Schadt      |
| Boone Wiseman   | Adam DeVine        |                     |
| Rippen          | Alfred Molina      | Christian Jungwirth |
| Principal Larry | Larry Wilmore      |                     |

| Nebenfigur     | Originalsprecher | Deutscher Sprecher |
| -------------- | ---------------- | ------------------ |
| Phyllis        | Sam Levine       |                    |
| Vonnie Zero    | Lea Thompson     | Claudia Jacobacci  |
| Brock Zero     | Gary Cole        |                    |
| Aunt Rose      | Rosie Perez      |                    |
| Uncle Chuck    | Lenny Venito     |                    |
| Mr. Kobayashi  | George Takei     |                    |
| Mrs. Kobayashi | Lauren Tom       |                    |

## Episodenliste
| Nr. (ges.) | Nr. (St.) | Deutscher Titel                   | Originaltitel               | Erstausstrahlung USA | Deutschsprachige Erstausstrahlung (D) | Regie                           | Drehbuch                               |
| ---------- | --------- | --------------------------------- | --------------------------- | -------------------- | ------------------------------------- | ------------------------------- | -------------------------------------- |
| 1          | 1         | Rettungsaktion am Nordpol         | North Pole Down             | 5. Dez. 2014         | 25. Dez. 2015                         | Adam Henry & Tom De Rosier      | Jared Bush, Sam Levine & Jeff Poliquin |
| 2a         | 2a        | Einfach mal abtauchen             | Chicken or Fish?            | 13. Feb. 2015        | 29. Juni 2015                         | Chuckles Austen                 | Jared Bush & Sam Levine                |
| 2b         | 2b        | Der uralte Wilde Westen           | The Old Old West            | 13. Feb. 2015        | 30. Juni 2015                         | Adam Henry                      | Jared Bush & Sam Levine                |
| 3a         | 3a        | Die Babys sind los                | Babypocalypse               | 14. Feb. 2015        | 1. Juli 2015                          | Tom De Rosier                   | Kenny Byerly                           |
| 3b         | 3b        | Das lila Mädchen                  | That Purple Girl            | 14. Feb. 2015        | 2. Juli 2015                          | Chuckles Austen                 | Julia Miranda                          |
| 4a         | 4a        | Super-Penn                        | I’m Super                   | 15. Feb. 2015        | 3. Juli 2015                          | Adam Henry                      | Jase Ricci                             |
| 4b         | 4b        | Penn und die Wunderlampe          | The Fast and the Floor Rugs | 15. Feb. 2015        | 6. Juli 2015                          | Tom De Rosier                   | Jared Bush & Sam Levine                |
| 5a         | 5a        | Brainzburgerz                     | Brainzburgerz               | 16. Feb. 2015        | 7. Juli 2015                          | Chuckles Austen                 | Jared Bush, Sam Levine & Jase Ricci    |
| 5b         | 5b        | Der Clown in dir                  | Chuckle City                | 16. Feb. 2015        | 8. Juli 2015                          | Adam Henry                      | Jared Bush, Sam Levine & Kenny Byerly  |
| 6a         | 6a        | Die Energiekristalle              | Flurgle Burgle              | 23. Feb. 2015        | 9. Juli 2015                          | Tom De Rosier                   | Jared Bush, Sam Levine & Kenny Byerly  |
| 6b         | 6b        | Der Tempel des Porzellan Gottes   | Temple of the Porcelain God | 23. Feb. 2015        | 10. Juli 2015                         | Chuckles Austen                 | Kenny Byerly                           |
| 7a         | 7a        | Verteidiger der Erde              | Defending the Earth         | 16. März 2015        | 13. Juli 2015                         | Adam Henry                      | Jeff Poliquin                          |
| 7b         | 7b        | Penn der Undercover-Held          | Number One, Number Two      | 16. März 2015        | 14. Juli 2015                         | Tom De Rosier                   | Paiman Kalayeh                         |
| 8a         | 8a        | Monstermäßig groß                 | 3 Big Problems              | 23. März 2015        | 15. Juli 2015                         | Chuckles Austen                 | Kevin Hylton & Mike Winn               |
| 8b         | 8b        | Die Frühstücksflockenbande        | Cereal Criminals            | 23. März 2015        | 16. Juli 2015                         | Adam Henry                      | Kenny Byerly                           |
| 9a         | 9a        | Das Super-Team                    | I’m Still Super!            | 6. Apr. 2015         | 17. Juli 2015                         | Tom De Rosier                   | Jase Ricci                             |
| 9b         | 9b        | Treffsicher                       | Balls!                      | 6. Apr. 2015         | 20. Juli 2015                         | Chuckles Austen                 | Jeff Poliquin                          |
| 10a        | 10a       | Der Song der Wahrheit             | The Princess Most Fair      | 27. Apr. 2015        | 21. Juli 2015                         | Tom De Rosier                   | Jase Ricci                             |
| 10b        | 10b       | Larry an die Macht                | Hail Larry                  | 27. Apr. 2015        | 22. Juli 2015                         | Adam Henry                      | Paiman Kalayeh                         |
| 11a        | 11a       | Die Suche nach den bunten Steinen | It’s a Colorful Life        | 1. Juni 2015         | 23. Nov. 2015                         | Chuckles Austen                 | Elizabeth Rinehart                     |
| 11b        | 11b       | Stromausfall                      | Larry Manor                 | 1. Juni 2015         | 23. Nov. 2015                         | Adam Henry                      | Jase Ricci                             |
| 12a        | 12a       | Der trockene Planet               | Lady Starblaster            | 8. Juni 2015         | 23. Nov. 2015                         | Tom De Rosier                   | Jeff Poliquin                          |
| 12b        | 12b       | Rückkehr zu den Dinosauriern      | Amber                       | 8. Juni 2015         | 23. Nov. 2015                         | Adam Henry                      | Paiman Kalayeh                         |
| 13a        | 13a       | Die Welt in Dir                   | Totally Into Your Body      | 22. Juni 2015        | 23. Nov. 2015                         | Chuckles Austen                 | Chad Drew                              |
| 13b        | 13b       | Zurück in der Unterwasserwelt     | Fish and Chips              | 22. Juni 2015        | 23. Nov. 2015                         | Adam Henry                      | Jase Ricci                             |
| 14         | 14        | Der Welleneffekt                  | The Ripple Effect           | 6. Juli 2015         | 23. Nov. 2015                         | Chuckles Austen & Adam Henry    | Idee: Jared Bush Buch: Jeff Poliquin   |
| 15a        | 15a       | Der beste Drache                  | Where Dragons Dare          | 20. Juli 2015        | 23. Nov. 2015                         | Chuckles Austen                 | Shane Morris                           |
| 15b        | 15b       | Rippen-Monster                    | Rip-Penn                    | 20. Juli 2015        | 23. Nov. 2015                         | Tom De Rosier                   | Idee: Jared Bush Buch: Jeff Poliquin   |
| 16a        | 16a       | Kicherstadt 500                   | Chuckle City 500            | 10. Aug. 2015        | 24. Nov. 2015                         | Tom De Rosier                   | Paiman Kalayeh                         |
| 16b        | 16b       | Der Steinzeitspion                | Rock and Roll               | 10. Aug. 2015        | 24. Nov. 2015                         | Tom De Rosier                   | Shane Morris                           |
| 17a        | 17a       | Die Stadt der Pflanzen            | Plantywood: City of Flora   | 17. Aug. 2015        | 25. Nov. 2015                         | Chuckles Austen                 | Paiman Kalayeh                         |
| 17b        | 17b       | Boones Zauberlehrling             | Boone’s Apprentice          | 17. Aug. 2015        | 25. Nov. 2015                         | Adam Henry                      | Jase Ricci                             |
| 18a        | 18a       | Kein Weg zurück                   | The QPC                     | 28. Sep. 2015        | 26. Nov. 2015                         | Tom De Rosier                   | Jase Ricci & Paiman Kalayeh            |
| 18b        | 18b       | Kommando: Action!                 | Shirley B. Awesome          | 28. Sep. 2015        | 26. Nov. 2015                         | Chuckles Austen                 | Adam Stein                             |
| 19a        | 19a       | Riesen-Roboter                    | Massive Morphy Merge Mechs  | 29. Sep. 2015        | 27. Nov. 2015                         | Chuckles Austen                 | Sam Levine                             |
| 19b        | 19b       | Das Jahrhundertspiel              | Ultrahyperball              | 29. Sep. 2015        | 27. Nov. 2015                         | Adam Henry                      | Thomas Middleditch                     |
| 20         | 20        | Zum Helden geboren                | Zap One                     | 30. Sep. 2015        | 30. Nov. 2015                         | Tom De Rosier & Adam Henry      | Jared Bush                             |
| 21         | 21        | Weltenwirbel                      | Save the Worlds             | 1. Okt. 2015         | 1. Dez. 2015                          | Tom De Rosier & Chuckles Austen | Jeff Poliquin                          |